# بول غرينبيرغ
بول غرينبيرغ (بالإنجليزية: Paul Greenberg)‏ هو صحفي أمريكي، ولد في 21 يناير 1937.